# Kennedy család
A Kennedy család egy amerikai politikai család, amely évszázadok óta fontos szerepet játszik az amerikai politikában. 1884-ben, 35 évvel az után, hogy a család az Egyesült Államokba érkezett Írországból, Patrick Joseph Kennedy lett az első képviselő az amerikai politikai színtéren, mikor beválasztották Massachusetts állami törvényhozó szervébe, ahol több, mint tíz évet töltött el. 1947 óta a család legalább egy tagja mindig helyet kapott egy szövetségi hivatalban, mikor John F. Kennedy, P. J. Kennedy unokáját beválasztották a Kongresszusba, Massachusetts államból. Ez 2011-ben szakadt meg, mikor Patrick J. Kennedy II visszalépett Rhode Island-i képviselői pozíciójától.
P. J. fiának, Joseph P. Kennedy Sr.-nak kilenc gyermeke született Rose Fitzgerald Kennedy-től, akik között volt John F. Kennedy (aki később az Egyesült Államok elnöke lett) és Robert F. Kennedy (aki volt az ország legfőbb ügyésze és szenátora is). A leszármazottaik között vannak képviselők, szenátorok, nagykövetek, helyettes kormányzók, állami törvényhozók és egy polgármester.
Lányuk, Eunice, alapította meg az Országos Gyermekegészségügyi és Emberi Fejlődési Intézményt és a Speciális Olimpiát. Eunice lánya, Maria Shriver Kalifornia first ladyje volt.

## A Kennedy-átok
A családdal kapcsolatos baleseteket követően Ted Kennedy szenátor kijelentette, a Chappaquiddick-balesetet követő időszakban, hogy esetleg tényleg létezhet az úgy nevezett Kennedy-átok. A család több eseményen is átesett, amely erre utalhatna, mint Rosemary 1941-es lobotómiája, amelyet engedélye nélkül végeztek el, azzal a céllal, hogy megszüntessék irányíthatatlan érzelmi ingadozásait és értelmi fogyatékosságát, hogy ne hozzon szégyent a Kennedy névre. A beavatkozás következtében cselekvésképtelen maradt élete hátralévő 64 évére, 23 éves korától. Joseph Jr. meghalt 1944-ben, mikor egy bombázó, amelyet vezetett felrobbant repülés közben. Kathleen 1948-ban hunyt el egy repülőgép-balesetben, Franciaországban. John Fitzgerald Kennedyt és Robert F. Kennedyt is meggyilkolták, 1963-ban és 1968-ban. 1964-ben Ted majdnem meghalt, mikor repülőgépe lezuhant Southampton közelében. Hónapokat töltött az eset után a kórházban, tüdeje kilyukadt, háta megsérült és bordái eltörtek.
Ez az „átok” későbbi generációkban is folytatódott: Robert fia, David A. Kennedy drogtúladagolásban halt meg 1984-ben, míg Michael LeMoyne Kennedy egy 1997-es síbalesetet követően hunyt el. John fia, John Jr. feleségével együtt meghalt egy repülőgép-balesetben, az Egyesült Államok keleti partjától nem messze, 1999-ben. Kara Kennedy és Christopher Kennedy Lawford is szívrohamban haltak meg, 2011-ben és 2018-ban. Saoirse Kennedy Hill is Davidhez hasonló sorsra jutott, 2019-ben.
2020 áprilisában Robert unokája, Maeve Kennedy McKean, aki az Obama-adminisztráció alatt szolgált a szövetségi kormány tagjaként és nyolc éves fia, Gideon Joseph Kennedy McKean eltűntek Chesapeake Bay-ben, miután egy kenuval megpróbáltak visszaszerezni egy elvesztett labdát. Egy héttel később találták meg holttestjeiket.

## Címek, kormányhivatalok
- Patrick Joseph Kennedy: Massachusetts állami képviselője (1884–1889), Massachusetts állami szenátora (1889–1895).
  - Joseph Patrick Kennedy Sr.: az Amerikai Egyesült Államok Kötvény- és Tőzsdebizottságának elnöke (1934–1935), az Amerikai Egyesült Államok Tengerészeti Bizottságának elnöke (1936–1938), az Amerikai Egyesült Államok nagykövete az Egyesült Királyságba (1938–1940).
    - John Fitzgerald Kennedy: az Amerikai Egyesült Államok képviselője Massachusetts államból (1947–1953), az Amerikai Egyesült Államok szenátora Massachusetts államból (1953–1960), az Amerikai Egyesült Államok elnöke (1961–1963).
      - Caroline Kennedy: az Amerikai Egyesült Államok nagykövete Japánba (2013–2017), az Amerikai Egyesült Államok nagykövete Ausztráliába (2022–napjainkig).

    - Eunice Kennedy Shriver politikusnő, polgárjogi aktivista, producer
      - Bobby Shriver: Santa Monica városi tanácsának tagja (2004–2012), Santa Monica polgármestere (2010).
      - Mark Kennedy Shriver: Maryland állami delegáltja (1995–2003).

    - Robert Francis Kennedy: az Amerikai Egyesült Államok legfőbb ügyésze (1961–1964), az Amerikai Egyesült Államok szenátora New York államból (1965–1968).
      - Kathleen Kennedy Townsend: Maryland helyettes kormányzója (1995–2003).
      - Joseph P. Kennedy II: az Amerikai Egyesült Államok képviselője Massachusetts államból (1987–1999).
        - Joseph P. Kennedy III: az Amerikai Egyesült Államok képviselője Massachusetts államból (2013–2021).

    - Jean Kennedy Smith: az Amerikai Egyesült Államok nagykövete Írországba (1993–1998).
    - Edward Moore Kennedy: az Amerikai Egyesült Államok szenátora Massachusetts államból (1962–2009).
      - Edward M. Kennedy Jr.: Connecticut állami szenátora (2015–2019).
      - Patrick J. Kennedy: Rhode Island állami képviselője (1989–1993), az Amerikai Egyesült Államok képviselője Rhode Island államból, 1995–2011.

## Címer
1961-ben Írországban Patrick Kennedy (1823–1858) összes leszármazottjának címerjogot adtak. A címer fekete háttéren szereplő három arany sisakja erősen hasonlít az Ormonde-i O’Kennedy és a desmondi FitzGerald család címeréhez. Ezeket a családokat tekintik a Kennedyk felmenőinek. A címeren egy kar látható két olajág között, ahogy négy nyílvesszőt tart, amely Kennedy és testvéreinek szimbóluma és az Egyesült Államok címeréből van származtatva.
|  | Megadva 2014. december 7. Fegyverhordozó Patrick Kennedy (1823–1858) összes leszármazottja. Címer Két olajág között egy felfele mutató kéz látható, ahogy négy nyílvesszőt tart. Pajzs Fekete háttéren szereplő három arany sisak. |